# Waldhausener Mumien
Als Waldhausener Mumien werden drei auf natürliche Weise mumifizierte Leichname aus dem 17. Jahrhundert in der Stiftskirche von Waldhausen in Oberösterreich bezeichnet. Die mit den Buchstaben A bis C benannten Mumien sind seit September 2020 in der Kirchengruft zu besichtigen.

## Beschreibung
Mumie A besteht aus einem Torso von der Hüfte aufwärts. Das Gesicht des durch Gewalteinwirkung stark beschädigten Schädels wurde durch Madenfraß vernichtet. Gut erhalten sind aber neben Ohren und Kehlkopf auch die Finger und Fingernägel. Aufgrund der Ober- und Unterarmlänge nimmt man an, dass der männliche Verstorbene ca. 178 cm groß war.
Mumie B besteht aus einem Rumpf mit Beinen. An den Füßen sind alle Zehen erhalten, ebenso ein Nagel und die Hautstruktur. Im Brustkorb kann man den rechten und linken Lungenflügel erkennen. Das Gewebe selbst ist schwarz verfärbt. Der Kopf ist nicht erhalten und das Gewebe im Beckenbereich ist teilweise skelettiert. Die Größe des Toten wird auf 170 cm geschätzt.
Mumie C ist von den drei Leichnamen am besten erhalten. Der Schädel liegt allerdings lose bei und bis heute hat man nicht nachgewiesen, dass der Schädel tatsächlich zum Rest gehört. Hände, Finger, Fingernägel und Füße sind gut konserviert. Der linke Fuß zeigt eine Hammerzehe. Der höchstwahrscheinlich beleibte Verstorbene war ca. 169 cm groß.
Bei allen drei Mumien hat man Reste von Textilien gefunden – u. a. eine gute erhaltene Mütze –, die darauf schließen lassen, dass es sich um höher gestellte Persönlichkeiten, vielleicht Pröpste, handelt. Untersuchungen haben zudem ergeben, dass die Toten nie unter der Erde lagen und ähnlich hohe Triglyceridwerte aufweisen wie der Luftg’selchte Pfarrer in St. Thomas am Blasenstein.